# رابرت فلسرز
رابرت فلسرز (انگلیسی: Robert Fleßers؛ زادهٔ ۱۱ فوریهٔ ۱۹۸۷) بازیکن فوتبال اهل آلمان است.
از باشگاه‌هایی که در آن بازی کرده‌است می‌توان به باشگاه فوتبال ماینتس ۰۵، باشگاه فوتبال روت وایس اهلن، باشگاه فوتبال اینگولشتات ۰۴، و باشگاه فوتبال بروسیا مونشن‌گلادباخ اشاره کرد.
وی همچنین در تیم ملی فوتبال زیر ۲۱ سال آلمان بازی کرده‌است.